# DN39A
De DN39A (Drum Național 39A of Nationale weg 39A) is een weg in Roemenië. Hij loopt van de DN39 bij Eforie naar Haven Constanța Sud - Agigea. De weg is 2,6 kilometer lang.

## Europese wegen
De volgende Europese weg loopt met de DN39A mee:
- Eforie - Haven Constanța Sud - Agigea